# Rückumlaut
Als Rückumlaut bezeichnet man die Abwesenheit des Umlauts im Präteritum und im Partizip II bei schwachen Verben mit Umlaut im Präsens. So heißt es im Präsens zwar es brennt (/e/ ist umgelautetes /a/), im Präteritum jedoch es brannte. Dieser Erscheinung gab Jacob Grimm den Namen Rückumlaut, da er folgende Entwicklungen annahm:
1. brennen gehört zu den sogenannten jan-Verben, deren Infinitive bis ins frühe Althochdeutsche auf -jan geendet hatten: germ. *brannjan. Da das zu /i/ vokalisierte /j/ auch in Präteritum und Partizip regelmäßig eine Umlautung des Wurzelvokals /a/ zu /e/ bewirkte (siehe Primärumlaut), ist ein /e/ in allen Formen zu erwarten (und bei einer Vielzahl von schwachen Verben auch tatsächlich vorhanden).
2. Doch schon in den ältesten deutschen Überlieferungen finden sich die Formen brennen – branta. Jacob Grimm schloss daraus, dass der Umlaut nach Ausfall des /i/ wieder beseitigt wurde, und kam so auf den Namen Rückumlaut für das Fehlen des Umlautes in den Formen des Präteritums und des Partizips Perfekt.

Heute geht man davon aus, dass der /i/-Laut in den Vergangenheitsformen und den flektierten Formen des Partizips lang- und mehrsilbiger Verben zumindest im Oberdeutschen schon vor der Umlautung weggefallen war, weswegen der Ausdruck Rückumlaut diachron gesehen irreführend ist. Infolge dialektaler Unterschiede und vielfacher Analogiebildung erscheinen bereits im Alt- und Mittelhochdeutschen bei zahlreichen Verben Nebenformen mit und ohne Umlaut. Der Rückumlaut betrifft neben Verben mit Präsensstammvokal /e/ < /a/ (Primärumlaut) auch solche mit /æ/ < /â/, /œ/ < /ô/, /üe/ < /uo/, was wegen der bei diesen Lauten erst im Mittelhochdeutschen allmählich aufkommenden Umlautbezeichnung in früheren Texten nicht ohne weiteres ersichtlich ist. Im Neuhochdeutschen zeigen schließlich nur noch wenige Verben Rückumlaut (brennen, denken, kennen, nennen, rennen, senden, wenden).

## Rückumlautende Verben im Mittelhochdeutschen
| Inf. präs.           | 1./3. sg. ind. prät. | Partizip II        | Bedeutung                                             | Anmerkungen                  |
| âhten/æhten          | âhte                 | —                  | ‚ächten’                                              | ebenso: durchæhten, verâhten |
| ankern/enkern        | —                    | gankert/genkert    | ‚ankern, verankern‘                                   |                              |
| annæmen              | annâmte              | —                  | ‚annehmen‘                                            |                              |
| antern/entern        | anterte              | —                  | ‚nachahmen‘                                           |                              |
| antwürten/-werten    | antwurte/-warte      | geantwurt          | ‚antworten, verantworten; übergeben‘                  | ebenso: geantwerten          |
| arcwænen/-wânen      | arcwânde             | garcwânet          | ‚argwöhnen, verdächtigen‘                             |                              |
| atzen/etzen          | atzte                | geetzt             | ‚speisen, weiden, nähren‘                             |                              |
| bâren/bæren          | bârte                | gebâret/gebæret    | ‚auf die Bahre legen‘                                 |                              |
| gebâren/gebæren      | gebârte              | gebâret            | ‚sich benehmen, gebaren‘                              |                              |
| belden               | —                    | gebalt             | ‚erkühnen‘                                            |                              |
| bennen               | bante                | —                  | ‚vor Gericht laden‘                                   | ebenso: verbennen            |
| blüejen              | blüete/bluote        | geblüet/gebluot    | ‚blühen‘                                              | ebenso: erblüejen, geblüejen |
| blüemen              | blüemte/bluomte      | geblüemet/gebluomt | ‚mit Blumen schmücken‘                                | ebenso: volblüemen           |
| blenden              | blante               | geblendet/geblant  | ‚blenden, verblenden, verdunkeln‘                     |                              |
| enbœren              | enbôrte              | enbœret/enbôrt     | ‚erheben‘                                             | ebenso: erbœren, gebœren     |
| brennen              | brante               | gebrennet/gebrant  | ‚anzünden, verwüsten’                                 |                              |
| denken               | dâhte                | gedâht             | ‚denken’                                              |                              |
| effen                | afte/efte            | geaffet/geeffet    | ‚zum Narren machen, täuschen’                         |                              |
| engen/angen          | ancte/engte          | geenget            | ‚einengen, beengen’                                   |                              |
| ergern/argern        | —                    | geargert/geergert  | ‚verschlechtern, verschlimmern’                       |                              |
| ermen                | armte                | —                  | ‚arm machen‘                                          |                              |
| füeren               | fuorte               | gefüeret/gefuort   | ‚führen‘                                              |                              |
| grüezen              | gruoʒte              | gegrüeʒet/gegruoʒt | ‚anreden, grüßen‘                                     |                              |
| hengen               | hancte               | gehenget/gehanct   | ‚hangen lassen; gestatten; nachjagen‘                 |                              |
| hœren                | hôrte                | gehœret/gehôrt     | ‚hören‘                                               |                              |
| lenden/lenten        | lendete/lante        | gelendet/gelant    | ‚landen; vollbringen, beenden, heimkehren‘            |                              |
| lœsen                | lôste                | gelœset/gelôst     | ‚lösen‘                                               |                              |
| merwen/merren/marren | marte                | gemerret/gemart    | ‚halten, hindern; anbinden‘                           |                              |
| nemnen/nemmen/nennen | nande                | genemmet/genant    | ‚nennen; ausrufen, preisen‘                           |                              |
| pfenden              | pfante               | gepfendet/gepfant  | ‚pfänden; berauben, befreien‘                         |                              |
| rennen               | rante/rennete        | gerant             | ‚laufen machen, reiten’                               |                              |
| retten               | ratte                | gerettet/gerat     | ‚retten’                                              |                              |
| rüemen               | ruomde               | gerüemet/geruomt   | ‚rühmen‘                                              |                              |
| senden               | sande/sante          | gesendet/gesant    | ‚schicken, senden; hetzen‘                            |                              |
| stellen/stallen      | stalte               | gestellet/gestalt  | ‚stellen; trachten, tun, vollbringen‘                 |                              |
| trenken              | trancte              | getrenket/getranct | ‚tränken; betrunken machen; ertränken‘                |                              |
| trennen              | trande               | getrennet/getrant  | ‚schneiden, trennen, spalten‘                         |                              |
| trœsten              | trôste               | getrœstet/getrôst  | ‚trösten‘                                             |                              |
| vellen               | valte                | gevellet/gevalt    | ‚fallen lassen, fällen; niederwerfen, töten‘          |                              |
| vestenen/vesten      | vaste                | gevestet/gevast    | ‚befestigen, festsetzen; bestätigen; gefangen nehmen‘ |                              |
| wænen                | wânde                | gewænet/gewânt     | ‚wähnen, meinen‘                                      |                              |
| bewæren              | bewârte              | bewæret/bewârt     | ‚beweisen‘                                            |                              |
| wenden               | wante/wande          | gewendet/gewant    | ‚anrühren, umwenden; hindern‘                         |                              |
| zellen               | zelte/zalte          | gezelt/gezalt      | ‚zählen’                                              |                              |